# Pakri (schiereiland)

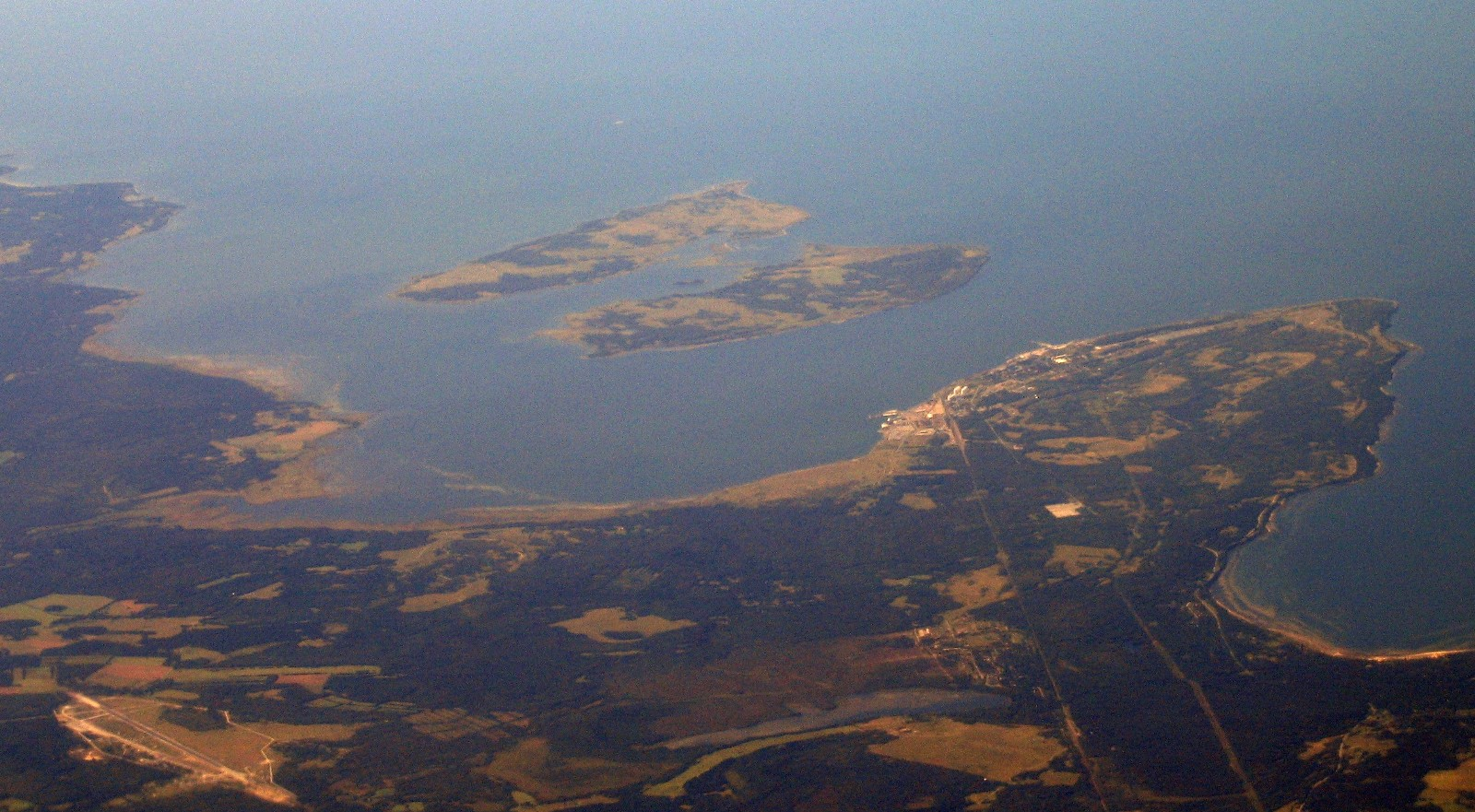
Luchtfoto van het schiereiland

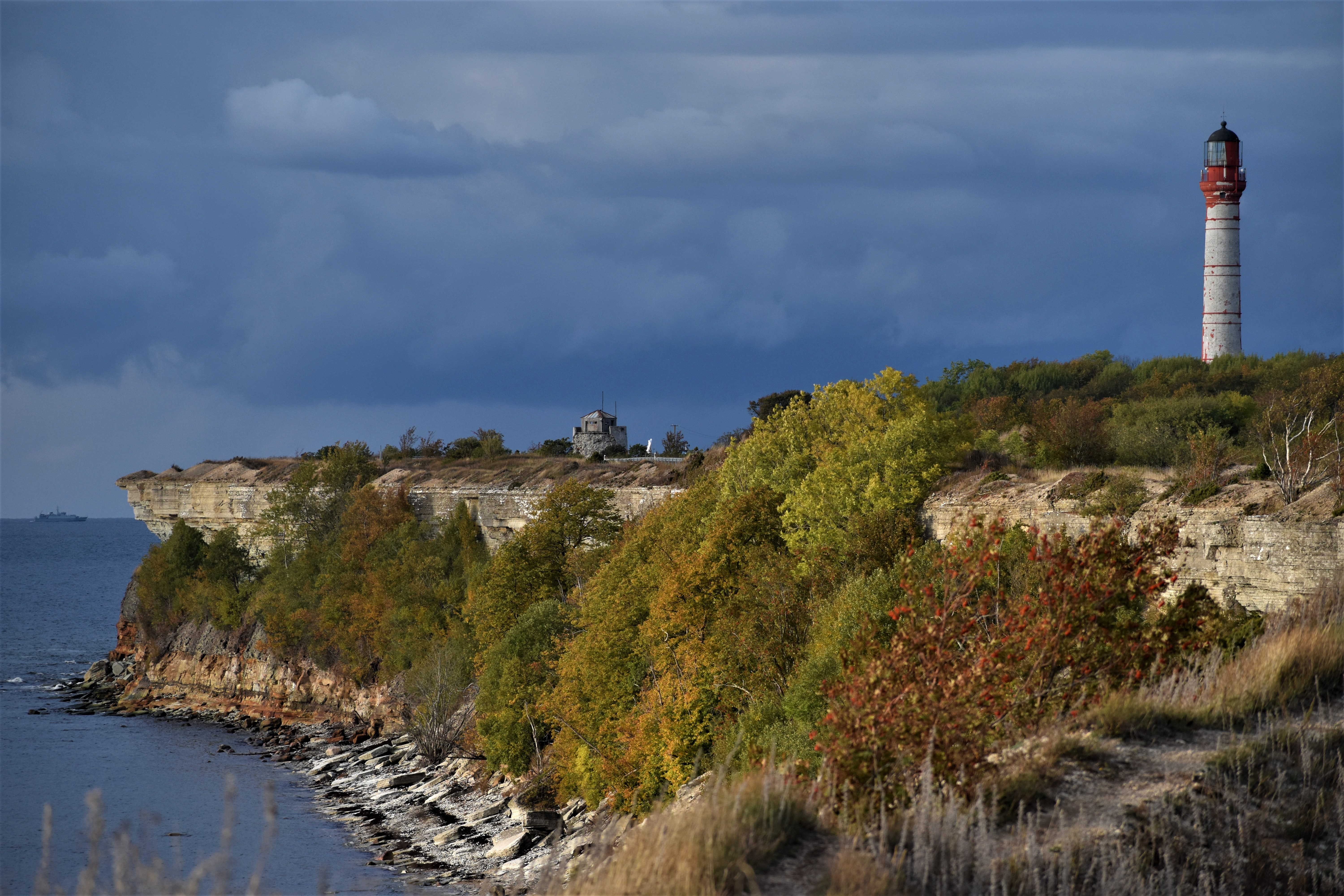
Schiereiland met vuurtoren

Het Pakri-schiereiland strekt zich uit van het noordwestelijke vasteland van Estland, in de provincie Harjumaa, tot in de Oostzee. Het heeft een lengte van 12 km en een oppervlakte van ongeveer 40 vierkante kilometer.
Delen van het schiereiland werden in 1998 beschermd als het Pakri Landschapsconservatiegebied vanwege zijn unieke geologische kenmerken, waardevolle gemeenschappen van flora en fauna, en historische interesse.
De havenstad Paldiski bevindt zich op het schiereiland.